# Ubu Król czyli Polacy
Ubu Król, czyli Polacy (fr. Ubu Roi ou les Polonais) – dramat Alfreda Jarry’ego z 1888, wystawiony po raz pierwszy w 1896 roku, prekursorski dla surrealizmu oraz teatru absurdu. Sztukę charakteryzuje groteska, absurd, oraz satyra; dramat na język polski przetłumaczył Tadeusz Boy-Żeleński (1936).

## Pochodzenie
Jarry napisał pierwszą wersję dramatu, gdy chodził do gimnazjum w Rennes w 1888 roku. Współautorami pierwotnej wersji, która nosiła tytuł Polacy byli jego szkolni koledzy, bracia Morin. Pierwowzorem tytułowej postaci był nielubiany przez uczniów nauczyciel fizyki Hebert. W tym samym 1888 Jarry wystawił sztukę w szkolnym teatrzyku kukiełkowym.

## Streszczenie
Sztuka oparta jest na trzech tragediach szekspirowskich, Makbecie, Hamlecie oraz Królu Learze, a tytuł na greckiej sztuce Sofoklesa Król Edyp. Stylowo sztuka jest spokrewniona z groteską francuskiego renesansowego autora François Rabelais i jego komicznymi opowiadaniami o wyolbrzymionych postaciach Gargantua i Pantagruel. Mimo dziecinnych i nieprzyzwoitych zwrotów tekst sięga ku zagadnieniom, które zajmowały twórców symbolizmu, stąd niektórzy krytycy uważają Jarry’ego za pisarza należącego do tego nurtu literackiego.
Początek sztuki przedstawia pochodzącego z Francji Ubu, byłego króla Aragonii, który po przybyciu do Polski zostaje rotmistrzem dragonów króla Wacława. Pewnego dnia jego żona Ubica namawia męża do zamachu stanu i do zabicia Wacława razem z rodziną. W spisku Ubu pomaga rotmistrz Bardior i jego żołnierze. Ubu udaje się przejąć władzę w Polsce i zabić króla, jednak jeden z królewskich synów, Byczysław, uchodzi z życiem. Duch zamordowanego króla ukazuje się synowi i błaga o zemstę. Ubu sprawuje okrutne rządy w Polsce, rabując poddanych i mordując nieposłusznych szlachciców, aby zdobyć ich majątek. Jeden z podwładnych Ubu spiskuje przeciw niemu i zostaje aresztowany, ale ucieka do Rosji, gdzie namawia cara do wojny z Ubu. Ten wybiera się na konfrontację z Rosjanami, a równocześnie jego żona zabiera się do kradzieży kosztowności zamkowych. Byczysław w międzyczasie staje na czele powstania i wyrzuca Ubicę z zamku. Rosjanie pokonują Ubu, a jego szeregi zostają rozbite, jego żona wraca do niego, po czym atakuje ich niedźwiedź. Ubica wtem udaje, że jest archaniołem Gabrielem, aby przestraszyć niedźwiedzia. Wówczas przybywa Byczysław, który ściga Ubu. Król Ubu broni się trupem zdechłego niedźwiedzia. Po pewnym czasie Ubu zostaje obalony, na tron wstępuje Byczysław, a uzurpator wraz z żoną ucieka do rodzimej Francji.

## Premiera

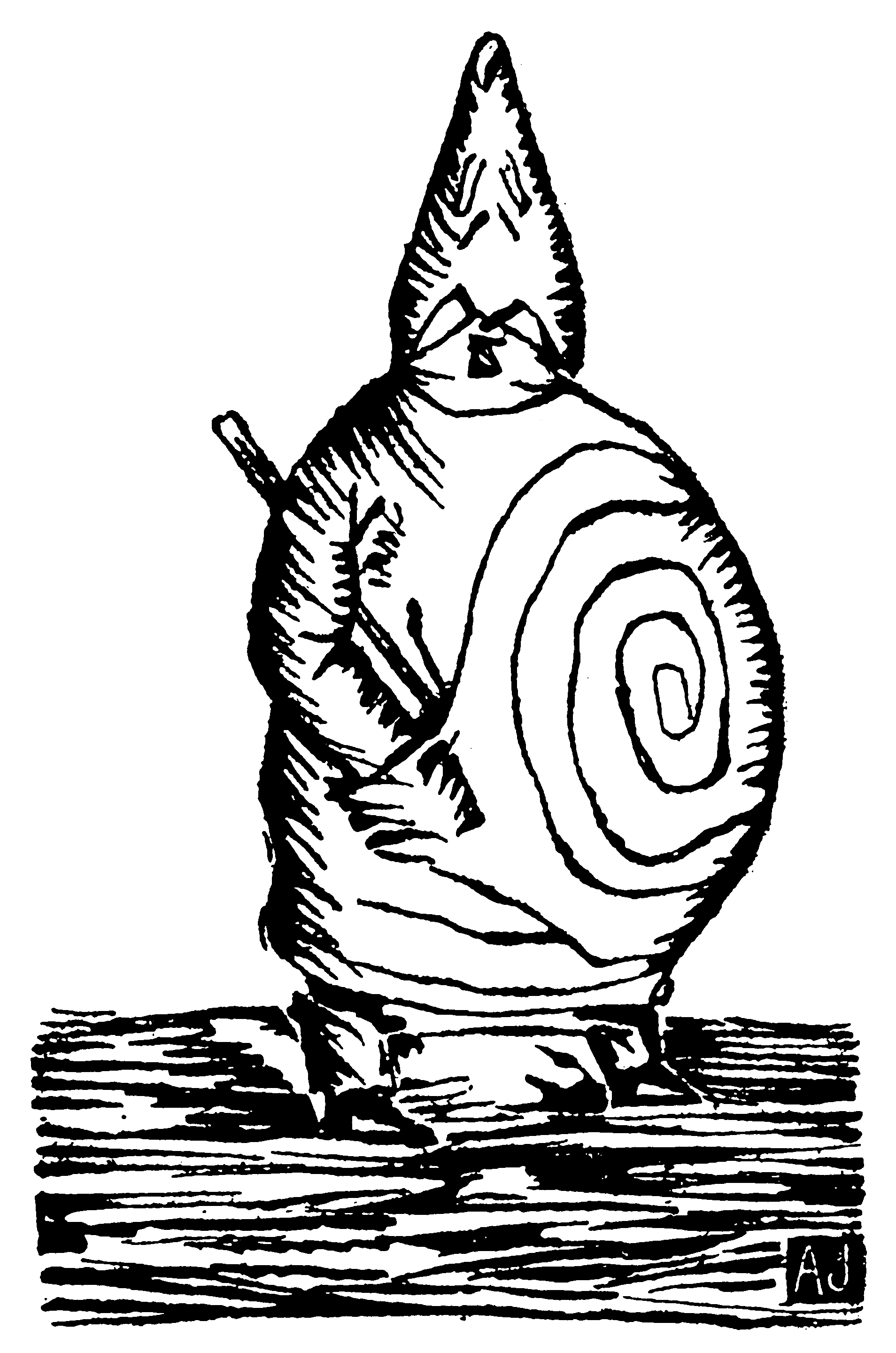
Véritable portrait de Monsieur Ubu, drzeworyt oryginalny Alfreda Jarryego

Pierwsze wystawienie sztuki miało miejsce 10 grudnia 1896 w paryskim Théâtre de l’Œuvre, leżącym w dziewiątej dzielnicy Paryża. Jarry pracował wówczas jako sekretarz dyrektora teatru i namówił go do wystawienia swojego dramatu. Podczas premiery doszło do skandalu. Pierwsze słowo „grówno” (fr. merde/„merdre”) wywołało poruszenie wśród publiczności. Wśród zgromadzonych zasiadał między innymi irlandzki poeta William Butler Yeats, a także paryska elita artystyczna. Po premierze sztukę zdjęto z repertuaru.

## Wydania

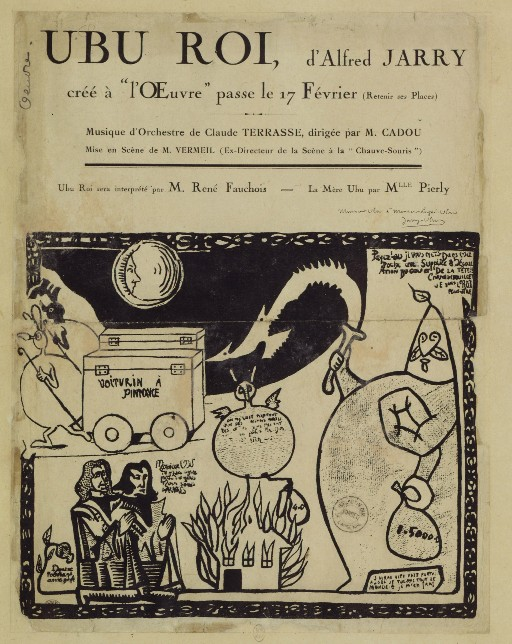
Ubu roi, afisz z 1922

W formie książkowej dramat ukazał się dopiero w 1922 roku. Odtąd sztuka była wielokrotnie tłumaczona i wystawiana; jej tłumaczami byli między innymi Jiří Voskovec i Jan Werich (1928, na język czeski), Tadeusz Boy-Żeleński (1936, na język polski), Barbara Wright (1952, na język angielski), Ljubomir Draškić (1964, na język serbski). Ubu Król doczekał się między innymi adaptacji na teatr lalkowy (reż. Michael Meschke, 1964), na animację (reż. Jan Lenica, 1976) oraz film pełnometrażowy (reż. Piotr Szulkin, 2003), wielokrotnie był wystawiany w Stanach Zjednoczonych i Australii.